# Згорня Пристава (Видем)
Згорня Пристава (словен. Zgornja Pristava) — поселення в общині Видем, Подравський регіон‎, Словенія.